# T-35重戦車
T-35重戦車（T-35じゅうせんしゃ、ロシア語:Тяжелый танк Т-35チジョールィイ・ターンク・テー・トリーッツァチ・ピャーチ）は、ソ連の赤軍が1933年に制式化した多砲塔戦車である。ハリコフ機関車工場で生産された。
本車は史上唯一量産に至った5砲塔型の多砲塔戦車で、この形態の車輛としては最多の生産量である試作車2輛を含めた63輛が生産された。 

## 背景
1925年、イギリスのヴィッカース・アームストロング社でA1E1 インディペンデント重戦車という世界で初めての多砲塔戦車が誕生した。5つの砲塔を有したこの巨大な戦車は世界中の軍関係者の注目を集めた。その後、各国も競って多砲塔戦車を開発・試作するようになった。だが、その頃起きた世界恐慌で軍事費が大幅に削減されてしまい、多砲塔戦車は単一砲塔の戦車と比べ車体も大きく構造が複雑なために生産コストが高くつき、各国はその開発・生産の全てを停止・破棄してしまったが、当時推進していた「第一次五カ年計画」によって世界恐慌とは無縁だったソ連は開発を続行する。

## 開発
1930年、赤軍では敵戦車の脅威を排除しつつ防御陣地を突破する重戦車が必要であるとされ、インディペンデント重戦車に興味が示された。そこでイギリスに対し同戦車の購入を打診したが許可が下りず、やむなく自主開発する運びとなった。また、同じ多砲塔戦車であるT-28中戦車も併行して開発されている。
インディペンデント重戦車を参考にしながら新型多砲塔重戦車の設計が行われ、ハリコフ蒸気機関車工場で作業が進められた。
1933年初頭には試作車が完成し、暫定的にT-32と命名され同年の5月1日のメーデーの軍事パレードに参加した。その後、一部の武装の変更、T-28やBT戦車やT-37水陸両用軽戦車などとの部品やエンジンや砲塔の共通化を図る、などの改良がなされ、こうした変更を経て、8月11日にT-35として制式化された。
また、ソ連の多砲塔戦車開発はまだ続き、SMK重戦車、T-100重戦車にそのノウハウが活かされている。
武装は
- 中央に16.5口径76.2 mm砲を搭載した主砲塔、
- 前部右側と後部左側に46口径45 mm砲を搭載した副砲塔、
- 前部左側と後部右側の副砲塔に7.62 mm機関銃を搭載した銃塔

と計5つの砲塔が配置されていた。

## 試作車

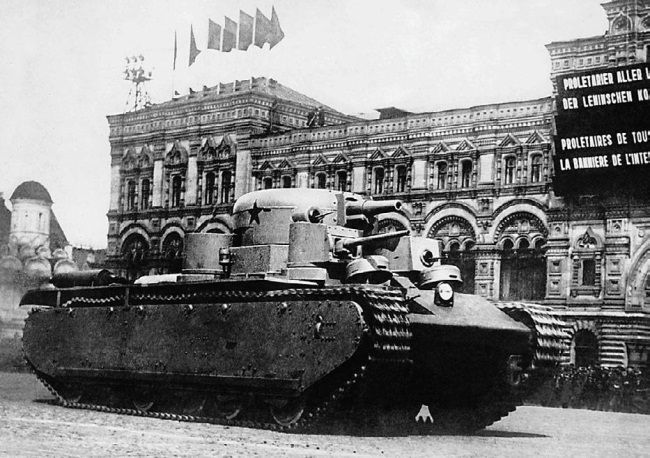
T-35試作1号車

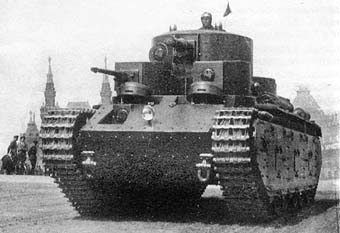
T-35試作2号車

試作車には2輛作られ、これは一時的にT-32とも呼ばれたが、暫定的なものであった。それぞれ武装や外見に相違点があるので1933年型との相違点を挙げておく。
試作車第1号では
- 主砲塔がドーム型
- 副砲塔の武装が37 mm砲
- 機関銃の種類が異なる
- まだ部品、兵装の共通化がされていない
- ハッチの形状が異なる
- 車体の前面装甲が傾斜している

と、生産型とはさまざまな点で異なっている
試作車第2号になると、だいぶ部品が他戦車と共通化され、生産型とかなり類似しているが、傾斜している前面装甲やハッチの形状などは試作車1号のままである。
このあと細部の設計が変更され1933年型の姿に落ち着いた。

## 生産
T-35の生産タイプには2種類ある。
- T-35A (1933年型) - 55輛生産。
- T-35円錐砲塔型 (1939年型) - 6輛生産。特に円錐砲塔型はT-34に取り入れられた傾斜装甲を採用し防御効果を上げている。

また、SU-14-BR2自走砲という、T-35の車体に152 mm榴弾砲を搭載した自走砲が1輛だけ作られている。

### 年別の生産量(試作車除く)
- 1933年 2輛
- 1934年 10輛
- 1935年 7輛
- 1936年 15輛
- 1937年 10輛
- 1938年 11輛
- 1939年 6輛（円錐砲塔型と思われる）

## 改良

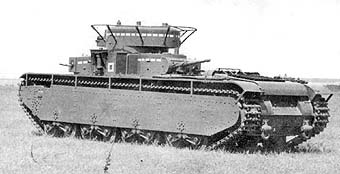
1934年型T-35A

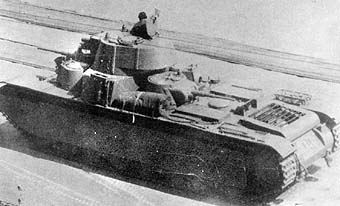
1939年型T-35

T-35はその大きさや重さの割りに脆弱なエンジンがオーバーヒートするなど、特に駆動系の故障が多く、稼働率はあまり高くはなかった。1937年になるとT-35にも改良が施され、ギアボックス、電装品、ドライブシャフト、給油タンク、消音器などが改良を受け、信頼性が向上した。
T-35は重戦車の割に装甲が脆弱だったが、T-28とは違い、重量の限界などの理由で装甲や武装をこれ以上強化することは出来なかった。また、以後のソ連軍重戦車に共通することだが、改良されてはいるもののその重さのためエンジンやトランスミッションの耐久性、安定性はまだ不安な部分が多かった。

### 欠点
T-35重戦車には、貧弱な装甲や重量過大による機動力・信頼性の低さの他にも、数々の欠点があった。
- 巨大なため容易に敵に発見されまた攻撃も受けやすい
- 複雑な構造のため内部が狭く居住性が悪い
- 砲塔が互いに邪魔をしあうため射界が狭い
- 乗員がそれぞれの砲塔に分かれて乗り込むため連携が難しい
- 砲塔の指向する方向によっては乗員の脱出が困難になる

これらは多砲塔戦車という形態をとる限り解決が難しいものであった。以降ソ連ではT-35の後継としてT-100やSMKといった車両が作られるがいずれも欠点の改善などがされないなどの事情から実用化されず、重戦車の流れは多砲塔戦車から単砲塔戦車へと移っていくことになる。

## 配備
61輌生産されたT-35は、全車が首都モスクワを防衛する第5独立重戦車旅団に配備された。1935年から運用に入ったが、1939年のフィンランドとの冬戦争でT-100やSMKなどの多砲塔戦車が全く戦果をあげられなかったこともあって1940年6月にはこの重戦車の実用性について疑問が浮かび、第一線からは退くこととなった。この頃になるとスターリンも多砲塔戦車に対して否定的な見方を持つようになり『君たちは何故戦車の中にミュール・アンド・メリリズ(モスクワの百貨店。現ツム百貨店)など作ろうとするのかね』と皮肉をこぼし、以後ソ連でも多砲塔戦車の開発は打ち切られた。
その後、T-35は自走自衛火砲として運用が続けられることが決定され、一部は再び前線運用に入った。残る車輌は、軍事アカデミーへ教材として提供された。実戦部隊へ配備となった車輌は、キエフにあった第8機械化軍団隷下の第34戦車師団第67戦車連隊および第68戦車連隊へ配属された。

## 実戦

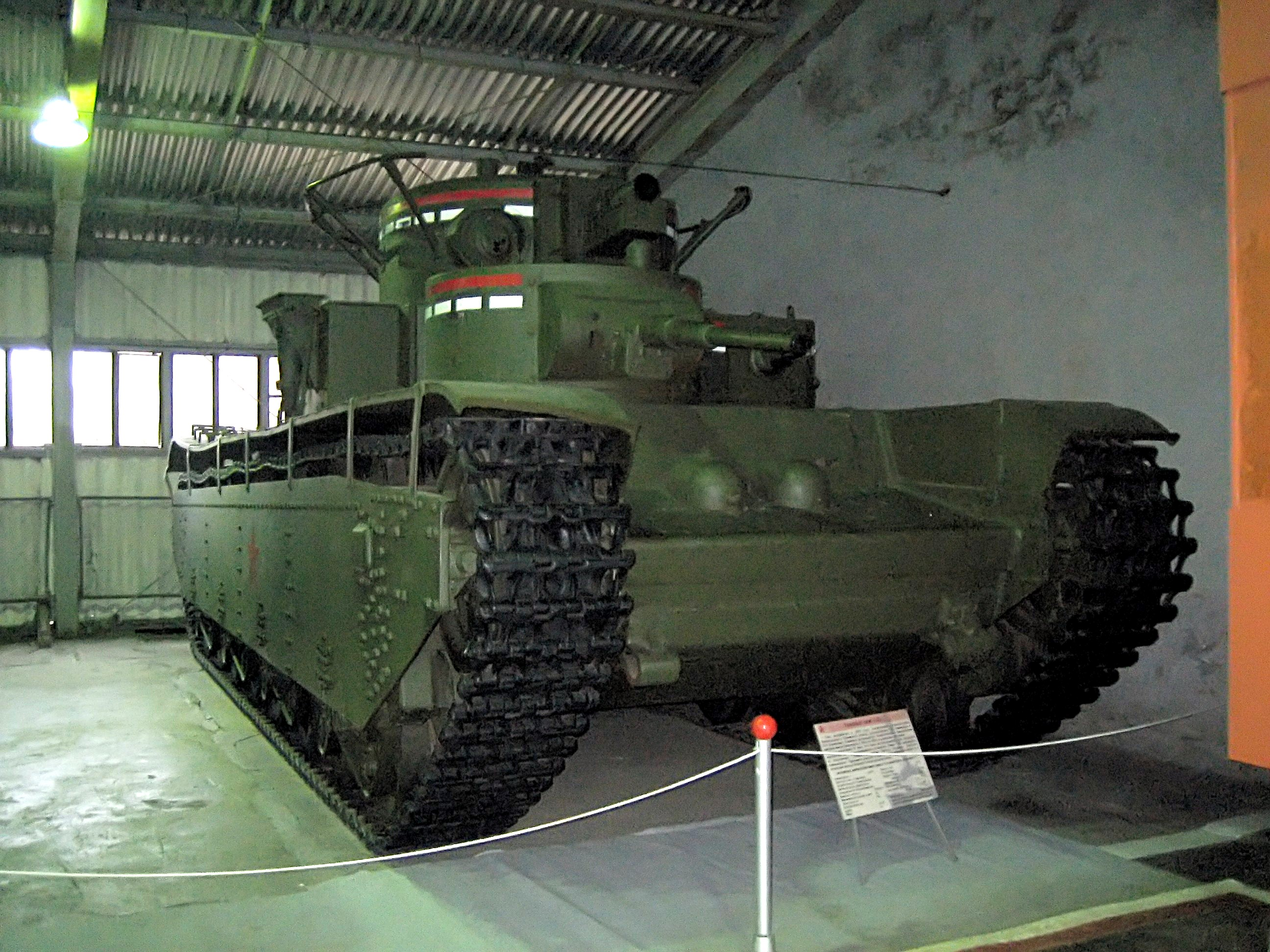
クビンカ軍事博物館に現存するT-35

完成時期から推測して冬戦争にも投入されたという説もあるが、これは誤りとされている。実戦投入された記録が残っているのは、独ソ戦（大祖国戦争）初期のことであった。
しかし、ウクライナを戦場とした初期の戦闘においてT-35は設計上の欠陥から思うような働きができず、エンジンや変速機の故障などによって多くの車輌が行動不能に陥り遺棄または、乗員により自爆させられた。
この戦いで多くのT-35が失われたが、その後、上記の自走砲を含む少数の生き残りがドイツ軍の侵攻を食い止めるためモスクワの戦いに参加した。
なお、1945年の4月にも実戦記録が残されている。これは独ソ戦初期においてドイツ軍に鹵獲、クンメルスドルフ試験場に送られて試験の後保管されていた車輌で、ルノー D2などと共にツォッセンでの戦闘に投入された。

### パルチザンによる運用
T-35がウクライナに所在する部隊に配備されていたことから、独ソ戦の初期に西ウクライナ・リヴィウ郊外において1 輌のT-35が反ドイツ・反ソ連のウクライナ人パルチザン組織、ウクライナ蜂起軍（UPA）に接収されている。
車輌は、覆帯の切れた状態で捕獲されており、のちに修復されたようである。「ステパーン・バンデーラのT-35」と呼ばれるように、当初、覆帯側板には「ステパーン・バンデーラに栄光あれ」というスローガンがウクライナ語で書かれていた。また、起動輪にもウクライナ語で「ウクライナに栄光あれ」と書かれていた。しかし、写真によればこのようなスローガンには覆帯の修復の際に消されたようで、砲塔に描かれた白い三角形の標識のみが残されている。これは、当時のこの地域で捕獲されたソ連戦車に共通の標識であった。
「ステパーン・バンデーラのT-35」については諸説あり、中には「ステパーン・バンデーラの戦車のエピソードは伝説に過ぎない」という主張もある。しかし、実際に写真が残されていること（恐らくモンタージュではない）、UPAでは他にも2 輌のT-34、ドイツ製の戦車や装甲兵員輸送車（ともに型式不詳）を複数捕獲し運用した記録が残っていることから、UPAに戦車運用能力がなかったということはなく、T-35が運用されたという記録も反対派が言うような全くのデマということはないようである。しかし、一方でこのT-35の「活躍」が伝説化していることも事実であり、実際にどの程度運用されたのかについては疑いが残る。また、一部の情報によれば捕獲されたT-35は76.2 mm主砲を撤去されているか、もしくは使用できない状態にされていたという。
リヴィウ郊外において覆帯の切れたT-35がUPAによって捕獲され、スローガンを書かれたり修理を受けたりした、という以上のことを結論付けるには現在の研究では情報が不足している。なお、多くの資料では捕獲されたT-35を「1934型」かそれに準ずる初期型としているが、写真で確認される限りにおいてそれは後期型である。写真の解説によれば、これは「1938年型」であるとされている。

## 現存車両と再生産車両
モスクワ郊外のクビンカ戦車博物館には、走行可能なT-35が1両保存されている。このT-35は、戦線から離れた後方の訓練施設に配備されていた4両の同型車のうちの1両で、後方配備であったため第2次世界大戦で破壊されずに生き残った。またクビンカ戦車博物館には、T-35の車体を流用して開発されたSU-14自走砲の試作車も保存されている。
2016年1月、ロシアのウラル採鉱冶金会社（UMMC社）が、ソ連時代の設計図に基づいてT-35の忠実なレプリカを2両製作した。完成した再生産車両はUMMC社の軍装備品博物館に展示されている。

## 登場作品

### アニメ
『ガールズ&パンツァー 劇場版』
戦車道連盟理事長の部屋にて、模型が確認されている。

### ゲーム
『War Thunder』
ソ連、プレミアムとして購入可能。プレイヤーは副砲塔も操作可能
『コンバットチョロQ』
アリーナのボスクラスの4番目と、最後の作戦であるチョベリング高原でボスタンクとして登場。前者と後者で登場する物は姿形こそ同じものの、性能は異なっている。
本作のストーリーの黒幕でもあり、オープニングムービーでは数々の立ちはだかるQタンクを蹴散らすなど、活躍を見せ付けた。
『コンバットチョロQアドバンス大作戦』
ストーリーを進めることによって、プレイヤーの仲間に加わることになるキャラクターであるヴォドカの戦車として登場。
コンバットチョロQとは違い、車体が大きい割には史実通りの貧弱な装甲が再現されており、装甲値が2と軽戦車レベルなのであまり強くはないが、HPは高く660と重戦車に恥じないレベルである（ゲーム内では、積載重量アップのために大きさに反して装甲が薄くなっていると説明されている）。
『トータル・タンク・シミュレーター』
ソビエト連邦の改重戦車として登場。
『パンツァーフロント』
あるマップで友軍として登場。プレイヤーは操作できない。